# Brad Renfro
Brad Renfro, né le 25 juillet 1982 à Knoxville dans le Tennessee et mort le 15 janvier 2008 à Los Angeles en Californie, est un acteur, producteur de cinéma et scénariste américain. Il est essentiellement connu pour avoir tenu le rôle-titre dans le film Le Client, sorti en 1994, aux côtés de Susan Sarandon et Tommy Lee Jones.

## Biographie
Brad Barron Renfro est le fils d'Angela et Mark Renfro, un employé d'usine,.
À partir de l'âge de 5 ans, il est élevé par sa grand-mère paternelle, Joanne Barron Renfro.
Brad Renfro a été découvert par Mali Finn une directrice de casting à l'âge de 10 ans, ce qui l'amène  à jouer par la suite dans le film de Joel Schumacher Le Client sorti en 1994 aux côtés de Susan Sarandon et Tommy Lee Jones. C'est sur recommandation du shérif du coin qui a vu Brad dans des pièces de théâtre pour la prévention de la toxicomanie (programme D.A.R.E.) que la machine se met en branle.
En 1996, il joue dans le film Sleepers aux côtés de Brad Pitt, Robert De Niro, Kevin Bacon et Dustin Hoffman. Deux ans plus tard, on le retrouve dans Un élève doué de Bryan Singer, adapté d'une nouvelle de Stephen King. En 2001, il coproduit Bully, film de Larry Clark dans lequel il joue le rôle principal, aux côtés de Nick Stahl.
Peu à peu stigmatisé par ses déboires avec la justice et ses addictions, sa carrière stagne. Il se tourne alors vers sa première passion, la musique, et fonde le groupe Frodad.
Sa dernière apparition au grand écran est dans The Informers, adaptation du recueil de nouvelles Zombies de Bret Easton Ellis sortie à l'été 2008.
Brad Renfro est retrouvé mort dans sa villa de Los Angeles le 15 janvier 2008, d'une surdose d'héroïne.

## Vie privée
L'acteur a un fils, Yamato Renfro, né en 2003 qui vit au Japon avec sa mère
.

## Filmographie

### Comme acteur
- 1994 : Le Client (The Client) de Joel Schumacher : Mark Sway
- 1995 : The Cure de Peter Horton : Erik
- 1995 : Tom et Huck de Peter Hewitt : Huck Finn
- 1996 : Sleepers de Barry Levinson : Michael Sullivan jeune
- 1997 : Telling Lies in America de Guy Ferland : Karchy 'Chucky' / 'Slick' Jonas
- 1998 : Un élève doué (Apt Pupil) de Bryan Singer : Todd Bowden
- 1999 : 2 Little, 2 Late de Tony Smith : Jimmy Walsh
- 2000 : Herschel Hopper: New York Rabbit : Tanner (court métrage)
- 2000 : Dis maman, comment on fait les bébés ? (Skipped Parts) de Tamra Davis : Dothan Talbot
- 2000 : Meter Man : Sal (court métrage)
- 2001 : The Theory of the Leisure Class de Gabriel Bologna : Billy
- 2001 : American Campers de Daniel Waters : Wichita
- 2001 : Tart de Christina Wayne : William Sellers
- 2001 : Bully de Larry Clark : Marty Puccio
- 2001 : Ghost World de Terry Zwigoff : Josh
- 2002 : Les Voyous de Brooklyn (Deuces Wild) de Scott Kalvert : Bobby
- 2002 : American Girl de Jordan Brady : Jay Grubb
- 2003 : The Job de Kenny Golde : Troy Riverside
- 2003 : The Car Kid (court métrage)
- 2004 : Mummy an' the Armadillo de Joseph S. Cardone : Wyatte
- 2005 : Hollywood Flies (téléfilm) de Fabio Segatori : Jamie
- 2005 : The Jacket de John Maybury : l'étranger
- 2005 : Coat Pockets : Kenny (court métrage)
- 2006 : 10th and Wolf de Bobby Moresco : Vincent
- 2008 : Collector : Justin (court métrage)
- 2008 : The Informers de Gregor Jordan : Jack

### Comme producteur
- 2001 : Bully

### Comme scénariste
- 2000 : Meter Man

## Distinctions

### Récompenses
- 1995 : Young Artist Awards de la meilleure performance pour un jeune acteur pour Le Client
- 1996 : YoungStar Awards de la meilleure performance pour un jeune acteur pour The Cure
- 1998 : Festival international du film de Tokyo du meilleur acteur pour Un élève doué
- Sedona International Film Festival 2004 : Prix de la performance croissante la plus dynamique.
- Breckenridge Festival of Film 2005 : Prix du Festival de la meilleure distribution pour Mummy an' the Armadillo partagé avec Johnathon Schaech et Lori Heuring.

### Nominations
- Chicago Film Critics Association Awards 1995 : Acteur le plus prometteur pour Le Client
- 1996 : Young Artist Awards de la meilleure performance pour un jeune acteur partagé avec Joseph Mazzello pour The Cure
- Saturn Awards 1999 : Meilleur(e) jeune acteur ou actrice pour Un élève doué